# Gatefold
Gatefold è il terzo album in studio del gruppo statunitense screamo Orchid, pubblicato nel 2002.

## Tracce
1. Amherst Pandemonim (part 1)
2. Amherst Pandemonim (part 2)
3. Chaos Ain't Me
4. Loft Party
5. I Wanna Fight
6. A Visit From Dr. Goodsex
7. We Love Prison
8. Fashion Meets Passion
9. Trail of the Unknown Body
10. Class Pictures
11. No, We Don't Have Any T-shirts
12. Dissidents in Love
13. Flip the Tape
14. Anais Nin By Numbers
15. Tigers
16. Let's Commodify Sexuality
17. Discourse of Desire
18. No More Black
19. Impersonating Martin Rev